# 哈利·波特与火焰杯 (游戏)
《哈利·波特与火焰杯》是2005年11月11日正式發行的动作冒险游戏，剛好在《哈利波特：火盃的考驗》電影版上映前幾日正式發售。遊戲改編自J·K·羅琳所寫的同名小說《哈利·波特与火焰杯》。

## 遊戲簡介
遊戲根據故事三名主角哈利·波特、妙麗·格蘭傑和榮恩·衛斯理在故事中遇到的重要事情在為主軸。在遊戲中將會有一個全新的咒語施展系統，可以使出合併的咒語，遊戲中的角色將會有比前作更緊密的互動，遊戲的畫面也會比其餘的"哈利波特"遊戲更精美同時，玩家們可以和朋友一起玩這個遊戲，可以使魔法或咒語合併產生更強大的魔法，也可以使用「Accio」法術來取得跳動的豆子，或是使用蒐集到的生物及角色卡片來增強自己的力量值得一提，讓玩家生氣及失望的是(例如Gamespot上的玩家)，遊戲中不同於前幾款同類作品，少了角色扮演的玩法遊戲分成了許多不連續的關卡，有些關卡在遊戲一開始就鎖住了，需要玩家蒐集到足夠的三巫師盾牌去解開。

## 角色

### 遊戲中可控制的角色
- 哈利波特：一個十四歲的霍格華茲四年級學生。哈利意外地被選中成為三巫鬥法大賽中的第四名鬥士。在三巫鬥法大賽中他將會完成三項艱辛的任務。
- 榮恩·衛斯理：哈利的其中一個好友，是古老魔法家族衛斯理家最小的兒子。(在三巫鬥法大賽中不可控制此角色).
- 妙麗·格蘭傑: 哈利的其中一個好友，霍格華茲魔法學校的高材生，她特別擅長於邏輯思維和咒語。(在三巫鬥法大賽中不可控制此角色).

### 遊戲中不可以控制的角色
- 亞瑟·衛斯理：榮恩的父親。 在遊戲一開始的時候，衛斯理先生陪著他的家人，哈利及妙麗去觀看魁地奇世界盃，他也在食死人及一般民眾的戰鬥中加入一腳，確保哈利，榮恩及妙利能夠安全的到達港口鑰的地方
- 瘋眼穆迪：霍格華茲新任的黑魔法防禦術教授。他會提供一些挑戰給哈利、榮恩和妙麗三人。
- 西追·迪哥里：十七歲，是四名三巫鬥法大賽的鬥士之一，是霍格華茲魔法學校的七年級學生，他亦是赫夫帕夫學院魁地奇隊長和搜捕手。在第３項任務結束後被蟲尾用索命咒殺死。
- 花兒·戴樂古：波巴洞魔法學校的學生，是四名三巫鬥法大賽的鬥士之一。
- 維克多·喀浪：十八歲，是四名三巫鬥法大賽的鬥士之一，是德姆蘭魔法學校的學生，他亦是保加利亞魁地奇隊代表隊的搜捕手。
- 怪物：在遊戲過程中，不論在城堡裡或外，哈利及他的朋友必須合力去剷除怪獸，例如食童怪和泥怪。許多高級的魔獸，譬如。爆尾釘蝦或吸血蛾蜂,需要整個團隊的力量去消滅

## 生物
- 泥怪 -
- 火蜥蜴 -
- 樹精 -
- 泡泡莖 -
- 爆尾釘蝦 -
- 吸血蜂蛾 -

## 情節
關於本系列的詳細情節，請看《哈利·波特與火焰杯》。